# Epidendrum vexillium
Epidendrum vexillium är en orkidéart som beskrevs av Eric Hágsater. Epidendrum vexillium ingår i släktet Epidendrum och familjen orkidéer. Inga underarter finns listade i Catalogue of Life.